# Friedrich Münter
Christian Carl Heinrich Münter, né le 14 octobre 1761 et mort le 9 avril 1830, est professeur de théologie à l'université de Copenhague, orientaliste, historien de l'église, archéologue, évêque danois de Zélande et franc-maçon et membre des Illuminés de Bavière sous le nom de Syrianus.